# (1062) Ljuba
(1062) Ljuba est un astéroïde de la ceinture principale découvert le 11 octobre 1925 par l'astronome russe Sergueï Beljawsky.

Sa désignation provisoire était 1925 TD. Il est nommé en hommage à une parachutiste Ljuba Berlin.